# 底特律車展
北美國際車展（略稱NAIAS），一般常根據其舊名與展出地點而稱為底特律車展，是每年一月固定在底特律的寇博中心（Cobo Center）舉辦的國際性汽車展覽。此車展除了常與東京車展、法蘭克福車展、日內瓦車展和巴黎車展並稱為世界前五大車展外，也是北美洲規模最大的國際性車展。

## 歷史

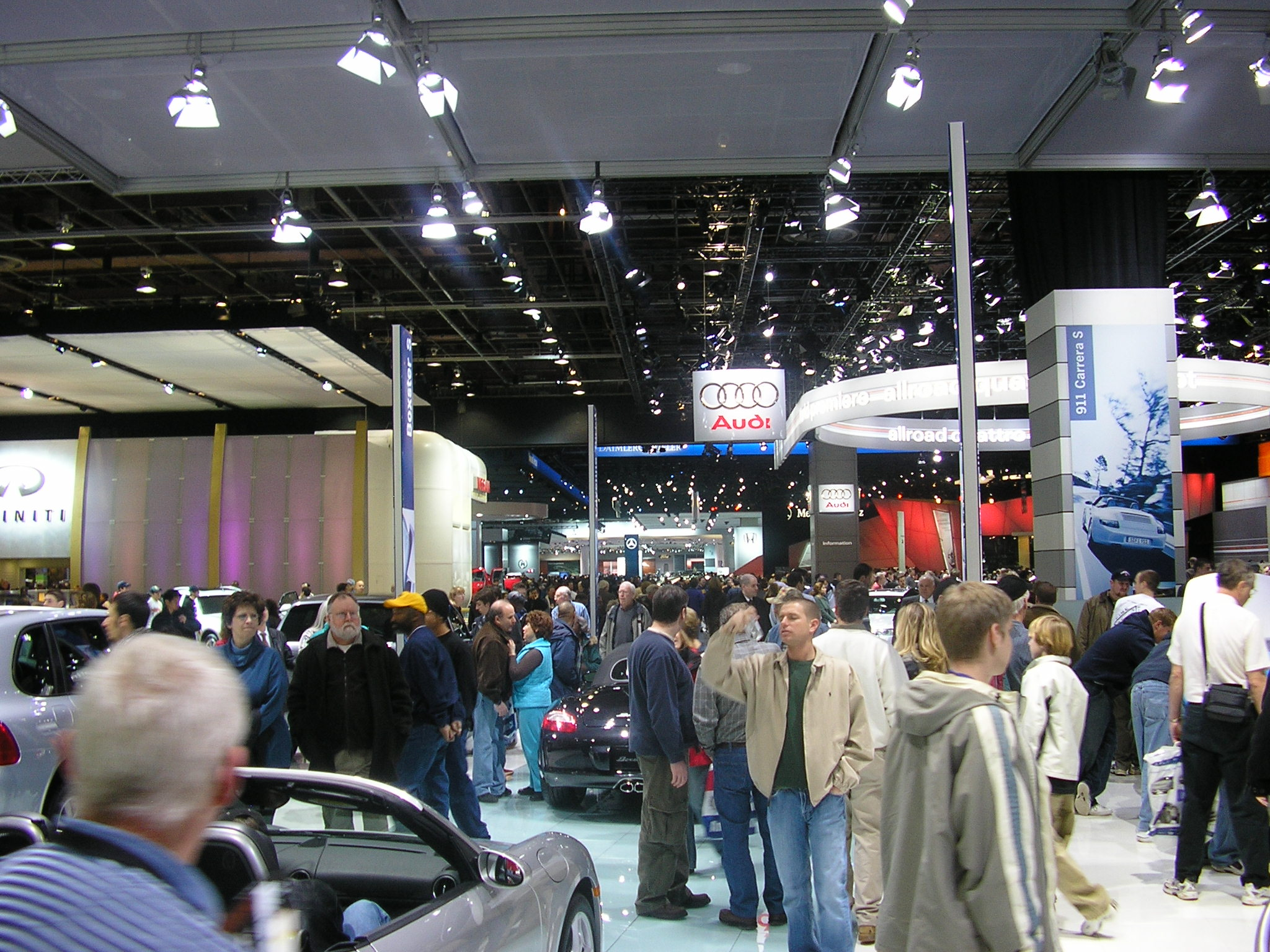
2005年NAIAS會場一角，接近奧迪汽車攤位附近

1899年，威廉 E. 梅茨格幫助組織底特律車展，唯一的此類的第二位。第二年，他幫助在紐約麥迪遜廣場花園舉辦紐約車展。
1907年底特律在河濱公園（（英文）Riverside Park）的貝勒啤酒花園（Beller's Beer Garden）舉辦首次汽車展覽，接下來除了1943年至1952年因第二次世界大戰停辦，其餘時間每年都會舉辦一次。在車展的第一個十年中，它只描繪了一個區域焦點。1957年國際汽車製造商首次被展出。

底特律車展標誌

以往稱呼為「底特律汽車展覽」（Detroit Auto Show），不過從1989年開始改稱為「北美國際汽車展覽」（North American International Auto Show），一般習慣上仍以「底特律車展」稱之。自1961年起，該展覽移往寇博中心（Cobo Center）舉辦，因為該展館具有一百萬平方英呎 / 九萬三千平方公尺的面積，可容納較多攤位。這個車展對底特律都會區而言是非常重要的，因為美國三大汽車製造商福特、通用與克萊斯勒的營運總部都位於底特律。

## 概要
開展前通常會先開放給新聞媒體、業界及慈善單位參觀預展，其中慈善募款所得悉數捐給美國本土的兒童慈善團體。2004年及2005年的慈善預展活動共吸引17,500名觀眾、獲得約7百萬美元的募款。2006年是慈善預展活動連續第六年籌集超過600萬美元。2004年開放給一般民眾參觀時，達到了80萬的入場參觀人次。翌年的汽車業界預展則吸引了來自全球24個國家、35,711位的汽車相關產業人士，並且發出6,897張記者證給採訪記者。據估計，該車展為當地經濟帶來超過5億美元的收入。
底特律車展乃美國少數幾個被世界汽車工業國際協會認可的展覽之一。

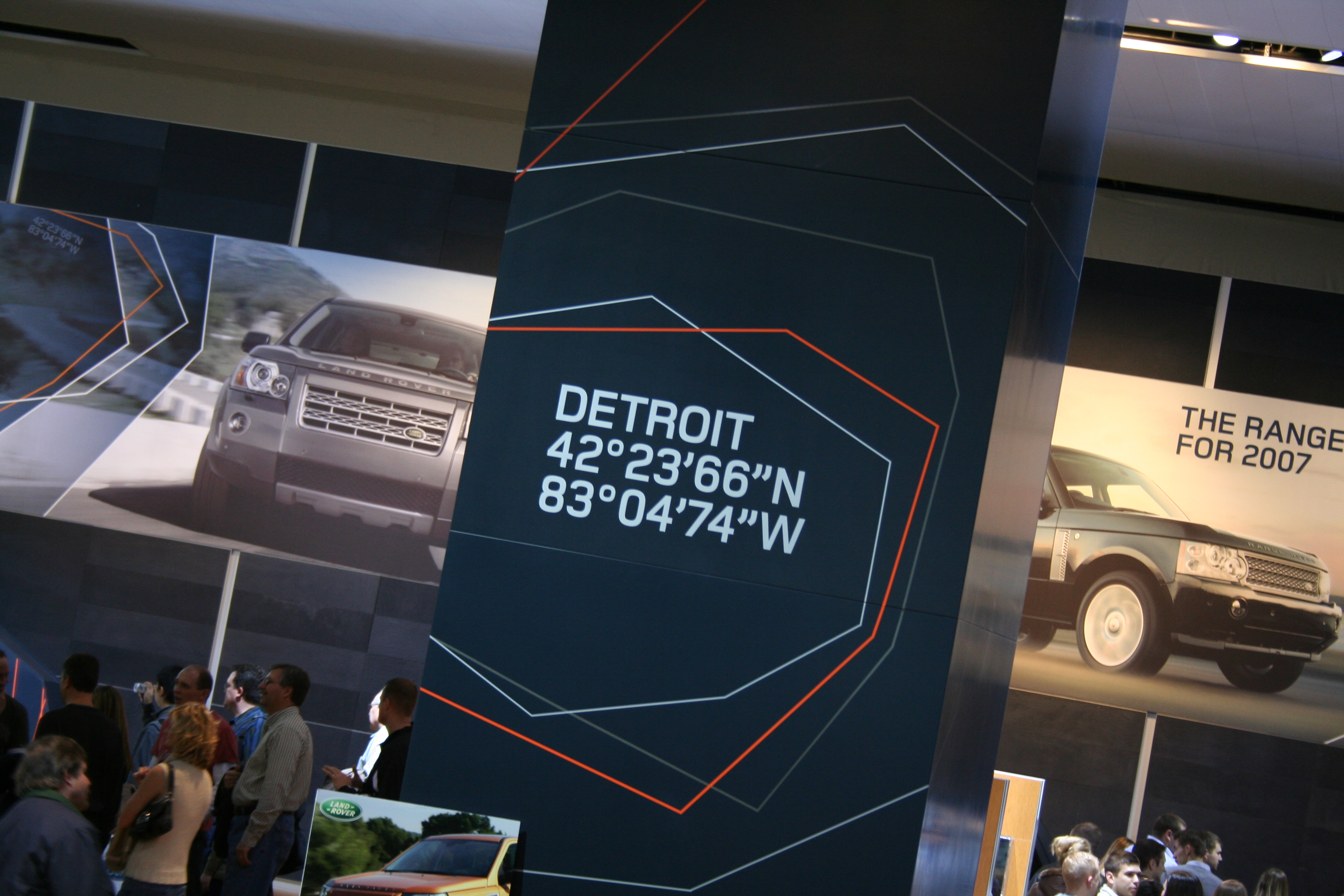
2007年度北美國際車展
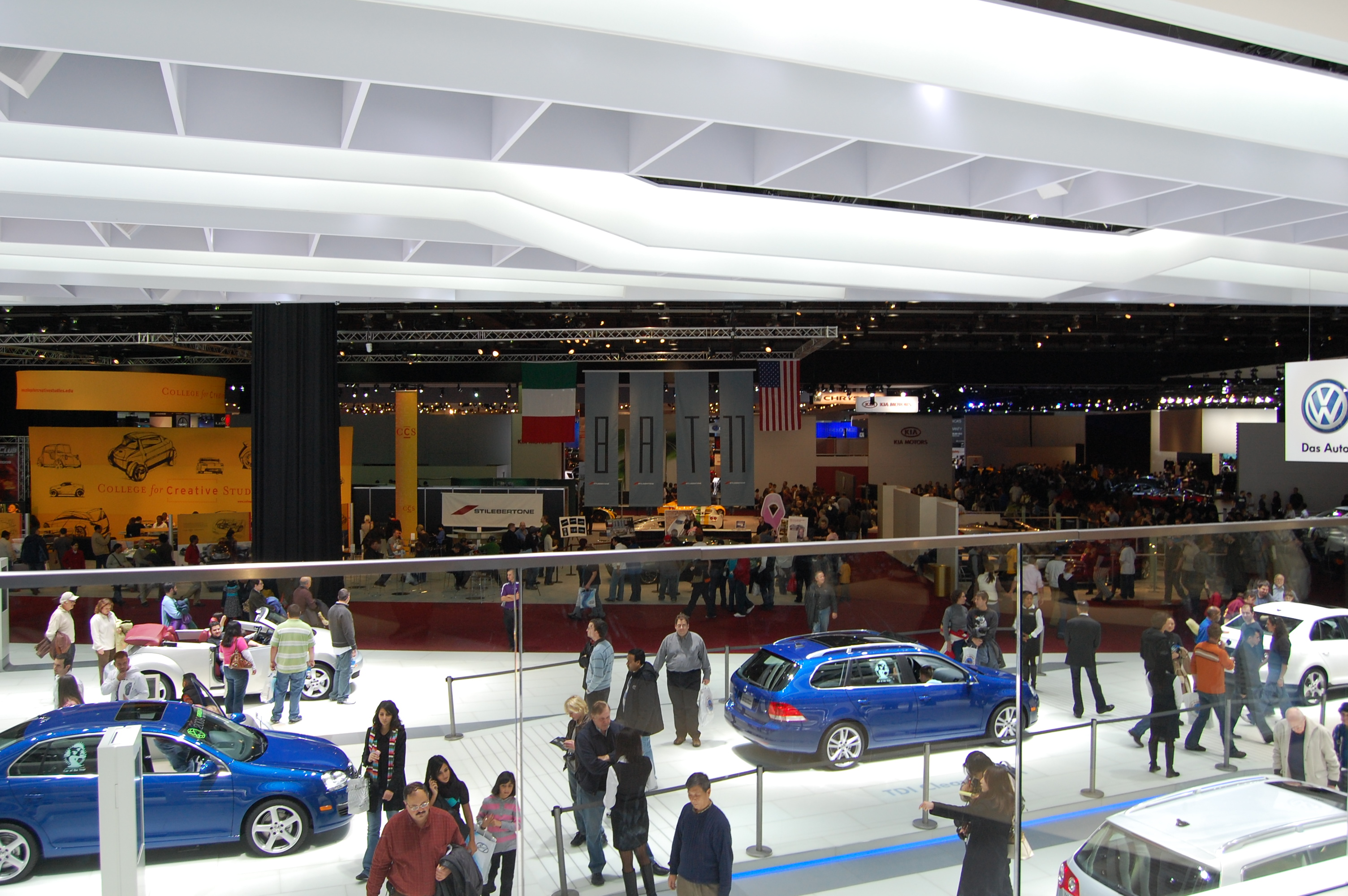
NAIAS 2005年度展覽俯瞰大眾汽車展覽

## 外部連結
- 官方網站 （页面存档备份，存于）